# Luongasjärvi
Luongasjärvi is een meer binnen de Zweedse gemeente Kiruna in Norrbottens län. Het meer is ongeveer een bij een halve kilometer, maar de oppervlakte is niet bepaald, omdat er moeras om het meer ligt het wordt omringd. Het is een van de weinige meren in dit gebied die per auto bereikbaar zijn. Er ligt een dorp aan het meer: Luongaslompolo.